# Séminaire intersémiotique de Paris
 (décembre 2023).
Si vous disposez d'ouvrages ou d'articles de référence ou si vous connaissez des sites web de qualité traitant du thème abordé ici, merci de compléter l'article en donnant les références utiles à sa vérifiabilité et en les liant à la section « Notes et références ».
Le Séminaire intersémiotique de Paris a été créé par les sémioticiens Jacques Fontanille, Denis Bertrand, Claude Zilberberg et Jean-François Bordron, à la suite du Séminaire d’Algirdas Julien Greimas (décédé en 1992). Il a pour but le développement d'une réflexion sémiotique toujours d'actualité, en rapport avec les principaux sujets qui concernent la société et la culture contemporaines. Le Séminaire a lieu tous les quinze jours (une séance de trois heures), de novembre à juin chaque année.

## Thèmes de recherche des séminaires annuels
- 1991-1992 : Les formes de vie
- 1992-1993 et 1993-1994 : La praxis énonciative 1 et 2
- 1994-1995 : Typologie et schématisation discursives
- 1995-1996 et 1996-1997 : Sémiotique et rhétorique 1 et 2
- 1997-1998 et 1998-1999 : Modes du sensible et formes sémiotiques 1 et 2
- 1999-2000 : Modes du sensible, formes sémiotiques : la sémiotique du corps
- 2000-2002 : Langages et métalangages
- 2002-2004 : Temps et discours
- 2004-2006 : Pratiques sémiotiques
- 2006-2008 : Le sens éthique
- 2008-2009 : Espace et signification
- 2010-2011 et 2011-2012 : La négation, le négatif, la négativité
- 2014-2015 : La question de la transmission (institution et histoire)
- 2016-2017 et 2017-2018 : L'invention 1 et 2
- 2018-2019 : La constitution des collectifs

Les travaux du séminaire donnent généralement lieu à des publications dans des ouvrages collectifs ou des revues, et notamment, depuis quelques années, dans le site web des Nouveaux Actes Sémiotiques (NAS). 